# Боило
Боило је традиционално божићно пиће у Региону угља у североисточној и источној централној Пенсилванији.
Боило је варијација традиционалног литванског ликера званог крупник или крупникас. 
Карактеристично је да боило има стандардни рецепт који укључује агруме (као што су поморанџе и лимуни), биље и зачине (као што су мушкатни орашчић, каранфилић, семе кима и семе аниса ) и друге састојке попут меда и ђумбира. Традиционални основни састојак боила је Moonshine  . Многи модерни рецепти заменили су домаћи мoonshine  мешаним вискијем, ражом или алкохолом од житарица,  и могу се правити на шпорету или у пећи.  Неки рецепти наводе Four Queens, мешани виски који је првобитно флаширала у Филаделфији компанија Kasser Liquors, а касније продат Laird & Company у Њу Џерсију .  Варијације традиционалног рецепта укључују боило од меда, боило од "парадаиза", боило од боровнице и боило са укусом пите од јабука. Неке традиције препоручују да празнична музика и декорација прате процес кувања, како би се напитак обогатио и добио празнични ефекат. 

## Комерцијални производи
- Од 2015. године, Coal Country Boilo, мала фирма у власништву жена којом и управљају, обезбеђује традиционалну мешавину сирових зачина Боило заједно са низом предатих рецепата који поштују и чувају историјску традицију региона антрацитног угља. Они су представљени на многим локалним новинама, објављени у разним новинама и раде раме уз раме са историјским организацијама Пенсилваније као што су Историјско друштво округа Шујкил и Национални музеј канала у напорима да се образује и очува историја Региона угља. Coal Country Boilo производи пружају аутентично искуство боила и могу се наћи на www.coalcountryboilo.com.
- Године 2016. Jabberwocky Candles of Frackvillе, PA је објавио Боило мирисну свећу. [6]
- Од децембра 2012. Brokey’s LLC of Ringtown Пенсилванија увео је "инстант" верзију пића која је доступна комерцијално.
- Spring Gate Vineyard and Brewery представили су комерцијалну верзију 2020. године која је била заснована на породичном рецепту власника угља.